# Burning Daylight
Burning Daylight – singiel niderlandzkich piosenkarzy Mii Nicolai i Diona Coopera, wydany cyfrowo 1 marca 2023 pod szyldem wytwórni Yellowfield. Piosenkę napisali sami Nicolai i Cooper, razem z Duncanem Laurence’em, Jordanem Garfieldem i Loek van der Grinten. Utwór będzie reprezentował Holandię w 67. Konkursie Piosenki Eurowizji (2023).

## Lista utworów
| Digital download / media strumieniowe | Digital download / media strumieniowe | Digital download / media strumieniowe |
| Nr                                    | Tytuł utworu                          | Długość                               |
| ------------------------------------- | ------------------------------------- | ------------------------------------- |
| 1.                                    | „Burning Daylight”                    | 3:04                                  |

## Notowania i certyfikaty
| Kraj     | Notowanie (2023) | Najwyższa pozycja |
| -------- | ---------------- | ----------------- |
| Holandia | Single Top 100   | 61                |